# جرمانیانو

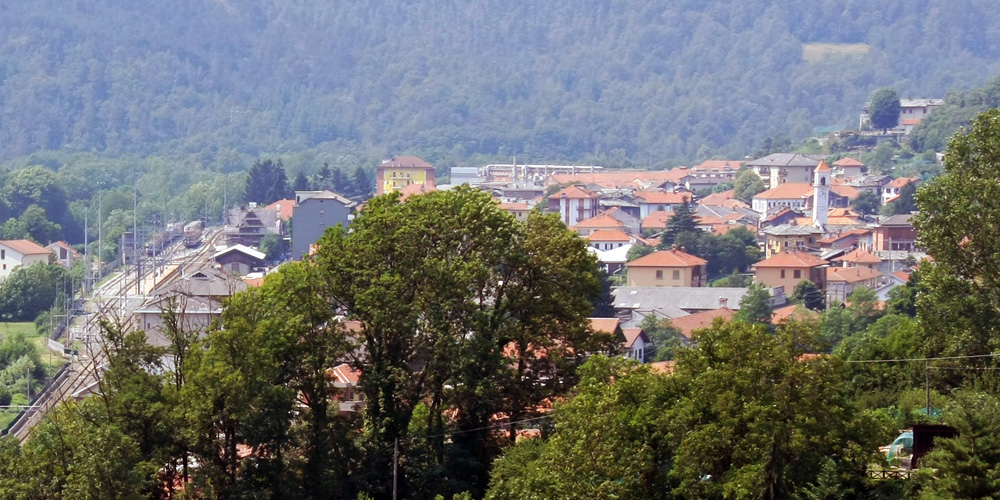
نمایی از جرمانیانو

جرمانیانو (به ایتالیایی: Germagnano) یک کومونه در ایتالیا است که در استان تورین واقع شده‌است.

## خصوصیات
جرمانیانو ۱۴٫۲۱ کیلومترمربع مساحت و ۱٬۲۹۳ نفر جمعیت دارد و ۴۸۵ متر بالاتر از سطح دریا واقع شده‌است.